# Grup d'habitatges cooperatius Josep Civit
El Grup d'habitatges cooperatius Josep Civit, o simplement Grup Civit, és un bloc de pisos situat als carrers de Castella, Marroc i Bilbao i l'avinguda Diagonal del barri de Provençals del Poblenou de Barcelona, prop de Can Ricart i el parc del Centre del Poblenou.

## Història i descripció
Va ser promogut cap al 1961 per la cooperativa Pau i Justícia i anomenat en honor d'un dels seus presidents, Josep Civit. Els associats van haver de pagar una entrada que voltava a l'entorn de 17.000 pessetes, una quota mensual de 300 durant els primers 20 anys, i 117 durant els 30 anys següents.
Amb un total de 315 habitatges i 12 escales, té planta baixa i set (cossos laterals) o vuit pisos (cossos centrals), i ocupa aproximadament la meitat d'una illa del Pla Cerdà. A més de l'aplacat de lloselles als baixos, hi destaca l'ús del maó vist a les plantes intermèdies de les façanes exteriors per a ressaltar-ne els diferents cossos. Al pati d'illa hi ha una pista poliesportiva a l'aire lliure, on s'han celebrat tornejos esportius escolars, balls de sardanes i altres activitats organitzades per l'Agrupació Recreativa Grup Civit.

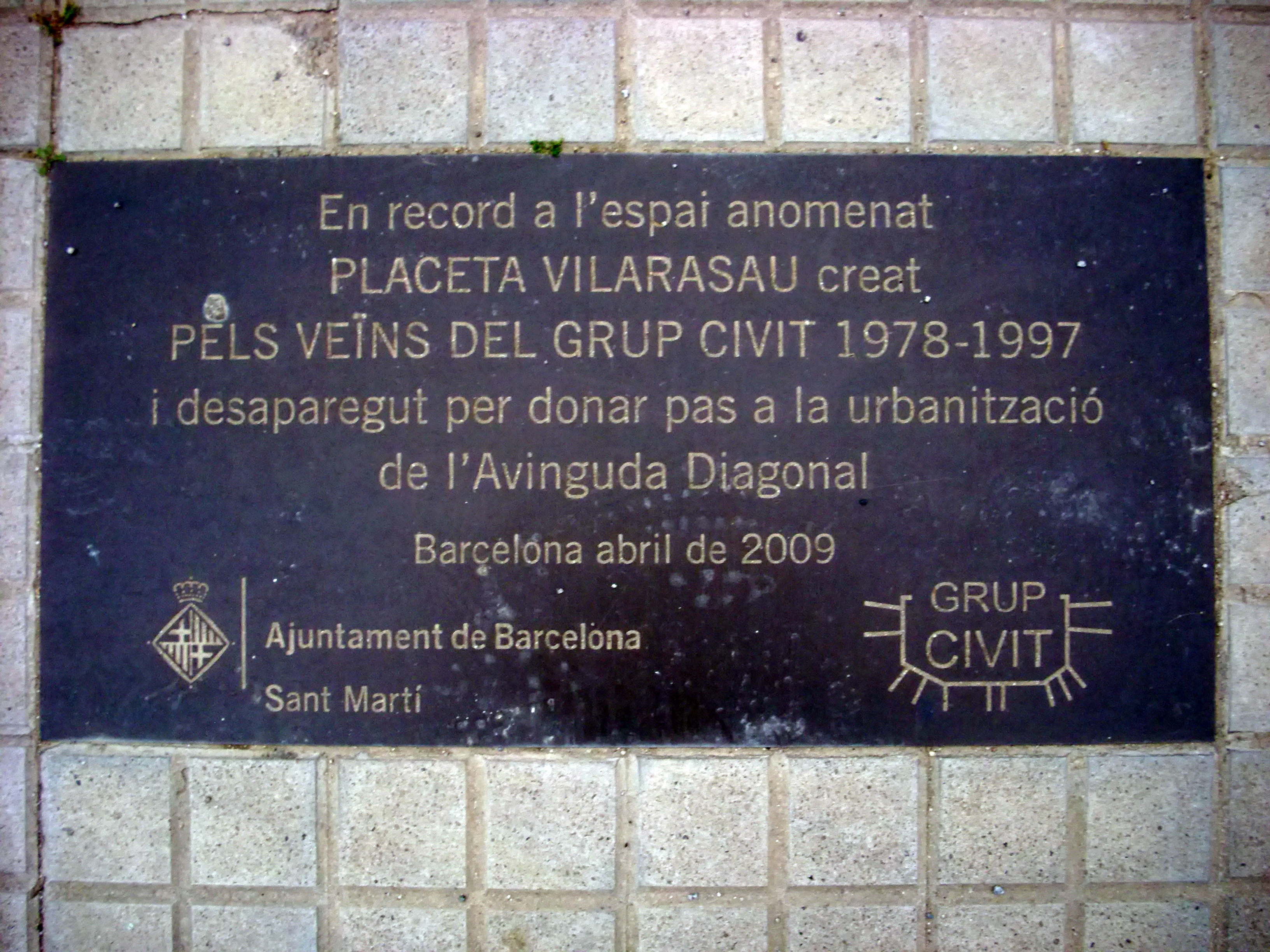
Placa commemorativa de la Placeta Vilarasau

El 1978, els veïns van crear un espai d'esbarjo (anomenat Vilarasau per la família propietària dels terrenys) al costat del grup, arrasat el 1997 per a la urbanització de la Diagonal en aquest sector. El 2009 s'hi va col·locar una placa commemorativa a la placeta entre el carrer del Marroc i la Diagonal.